# Indapamid
Indapamid je sulfonamid s indolskim prstenom, a farmakološki je sličan tiazidskim diureticima. 

## Djelovanje
On blokira reapsorpciju natrijevih iona u distalnom tubulu. Time povećava lučenje urina s povećanim izbacivanjem natrijeva klorida, a u manjoj mjeri izbacuje i kalijeve i magnezijeve ione. Osim toga indapamid ima i dodatni učinak - on djeluje vazodilatacijski i smanjuje periferni otpor. To se ostvaruje smanjenjem osjetljivosti krvnih žila na podražaje noradrenalinom. Zbog smanjenja volumena krvi i širenja krvnih žila on ima dobar antihipertenzivni učinak. Indapamid se sporo izlučuje iz organizma pa zato ima dugi učinak, a primjenjuje se u slučajevima blage hipertenzije. Vrlo je potentan i dnevna doza iznosi 2,5 mg. Dolazi u obliku dražeja, tableta te tableta s produženim djelovanjem. 

## Nuspojave
Indapamid se ne bi smio primjenjivati u slučajevima teškog zatajenja bubrega. U slučajevima oštećenja jetre može doći do opasne hepatičke encefalopatije. Ako do nje dođe, tada treba hitno prekinuti s uzimanjem indapamida. Također, može se javiti hipokalijemija, pogotovo u osoba koji se srčanim glikozidima. Za razliku od drugih diuretika indapamid ne utječe puno na razinu inzulina, glukoze i masnoća u krvi. 
Moguće nuspojave jesu glavobolja, vrtoglavica, ortostatska hipotenzija, palpitacija, umor, opstipacija, hipokalijemija, promjena tolerancije prema glukozi, fotodermatitis, slabljenje bubrežne funkcije.